# Соколовская, Янина Лазаревна
Яни́на Ла́заревна Соколо́вская (укр. Яніна Лазарівна Соколовська; род. 7 июня 1971, Киев, УССР, СССР) — украинская журналистка. Главный редактор и учредитель портала «Известия на Украине».

## Биография
Родилась 7 июня 1971 года в Киеве. Киевлянка в 11-м поколении, наследница владельцев извозного бизнеса Михайловых и производителей кирпича Ясько.
C 1986 года по 1990 год — студентка Киевского техникума электронных приборов, закончила с красным дипломом, специализация — метролог.
С 1987 года по 1990 год — лаборант лаборатории радиотехнических измерений (РТИ).
С 1990 года по 1992 год — редактор радиовещания ПО «Октава» (Киев).
С 1992 года по 1994 год — корреспондент, обозреватель, заведующий экономическим отделом газеты «Комсомольское знамя», затем переименованной в «Независимость».
С 1992 года по 1997 год — студентка Львовского полиграфического института (вечернее отделение), специальность — журналист, редактор, издатель.
С 1994 года по 2014 год — глава украинского бюро, собственный корреспондент газеты «Известия», редактор и главный редактор газеты «Известия в Украине». Уволилась в марте 2014 года из-за различия политических убеждений с точкой зрения редакции.
С 2011 года — участник клуба главных редакторов СНГ, Грузии и Балтии, созданных РИА Новости.
В 2012 году публиковалась в российской газете «Не дай Бог!». В своих материалах критиковала оранжевую революцию, также утверждая о роли США в её успехе.
С 2013 года — главный редактор и учредительница портала «Известия в Украине», куда входят сайты «Известия в Украине», «Известия-Израиль», «ЛедиИзвестия».
С апреля 2014 года по март 2019 года — корреспондент издательского дома «КоммерсантЪ» на Украине. Назначение состоялось через месяц после закрытия местной редакции по политическим мотивам.
С осени 2014 года по 2017 год — политический эксперт сайта «РИА Новости Украина».
На постоянной основе участвует в российских общественно-политических ток-шоу, с февраля 2019 года — участница видеоблога Ольги Скабеевой #сеемдобро на YouTube канале России-24.
После российского вторжения на Украину, покинула Россию. 26 июля 2023 года СК РФ возбудил уголовное дело против журналистки о фейках о российской армии.:«Публичное распространение заведомо ложной информации об использовании Вооруженных сил Российской Федерации».

## Награды
В 2012 году на Форуме европейских и азиатских медиа (ФЕАМ) Янина Соколовская получила приз как главный редактор лучшего издания.
Янина Соколовская — полный кавалер Орденов Нестора Летописца, обладатель Золотых знаков отличия Национального союза журналистов Украины и Верховной Рады Украины, вручение которых было приурочено к 95-летию газеты «Известия в Украине»

## Конфликты
В январе 2001 года на Янину Соколовскую было совершено нападение, в результате которого журналистке были нанесены ножевые ранения. МВД возбудило дело по статье «угроза жизни». Нападение связали с профессиональной деятельностью Янины Соколовской.

## Критика
В октябре 2011 года на сайте российской газеты «Известия» вышло интервью с украинским политиком Юлией Тимошенко, в анонсе которого утверждалось, что Тимошенко рассказала изданию о причинах нового уголовного дела, которое против неё возбудила Генеральная прокуратура Украины, предъявив в качестве обвинений контрабанду газа из России, участие в подлоге и сокрытии финансов посредством компании «Единые энергетические системы Украины», владельцем которой она являлась. Автором публикации была указана Соколовская. Позднее пресс-секретарь политика Марина Сорока выступила с опровержением, указав на то, что Тимошенко не давала такого интервью, а также высказав мнение, что «главред этой газеты известна тем, что компилирует свои интервью из чужих материалов» (по мнению «Украинской правды», под этим человеком подразумевалась являвшаяся главным редактором «Известий в Украине» Янина Соколовская). Редакция газеты «Известия» выпустила официальное сообщение с извинениями, согласно которому «в результате ошибки компиляция из разговоров Юлии Тимошенко с „Известиями“ разных лет была подана на сайте как свежее интервью», охарактеризовав произошедшее как ошибку неопытного сотрудника, «воспринявшего справочный материал к статье о новом деле против Тимошенко как эксклюзивное интервью». Главный редактор «Известий» Александр Малютин заявлял о нежелании называть фамилий виновных в этой ошибке сотрудников (при этом упомянув неназванного выпускающего редактора), указав на тот факт, что «это не фейковое интервью: все эти слова Тимошенко произносила ранее». Сама Соколовская в комментарии говорила о том, что при подготовке подборки интервью политика добавила интервью, взятое ею же самой в 2001 году, и упомянув об ошибке в российском издании, чей сотрудник решил опубликовать этот материал как новое интервью.
21 июня 2013 года информационное агентство «Новости-Армения» со ссылкой на заявление заместителя министра иностранных дел Армении Шаварша Кочеряна, сообщило, что опубликованное 18 июня на сайте газеты «Известия в Украине» интервью президента Беларуси Александра Лукашенко этим политиком не давалось. Являвшаяся автором «интервью» Соколовская заявляла, что этот материал должен был выйти ещё в декабре 2012 года, а затем было повторно опубликовано накануне приезда политика по причине того, что у её газеты в это время «переделывался сайт, и оно слетело с сайта». По её словам «интервью» было опубликовано «в специальной книге по Беларуси, которую мы делали в РИА „Новости“», подаренной Лукашенко «ещё, кажется, в феврале». Также Соколовская заявляла о наличии аудиозаписи встречи у координатора Клуба главных редакторов СНГ, Грузии и Балтии Захара Виноградова. Белорусское издание «Еврорадио», сравнившее высказывания Лукашенко о Нагорном Карабахе в «Известиях в Украине» и белорусской газете «Народная воля», отметило ощутимую разницу в цитатах.
13 февраля 2019 года Соколовская была удалена из студии передачи «Кто против?» на телеканале «Россия 1» ведущим Сергеем Михеевым за то, что обвинила спецслужбы России в причастности к пожару в Доме профсоюзов в Одессе, а также за переход на личные оскорбления и перебивание других участников. Михеев позднее заявлял, что в его программе Соколовская больше не появится.
Журналист украинского издания «Детектор медиа» Ярослав Зубченко причислял Соколовскую к «подставным гостям-украинцам» российских телевизионных шоу, охарактеризовав её амплуа как «лжец» — человек, якобы придерживающийся антироссийских взглядов, позиционирующий себя знатоком определённых процессов на Украине и на основании этого лгущий о ситуации в стране под видом отстаивания её интересов. В качестве примера автор приводит и ряд подобных заявлений: о разработке властями Украины ядерного оружия, о наличии в настоящее время в стране баз НАТО, о предложении обменять Крым на мир в Донбассе, о советах стран Запада в годы президентства Виктора Януковича «кинуть» Донбасс и Крым.